# Potencial
Potencial geralmente se refere a uma habilidade não realizada no momento. O termo é usado em uma ampla variedade de campos, da física às ciências sociais, para indicar coisas que estão em um estado em que são capazes de mudar de maneiras que variam desde a simples liberação de energia por objetos até a realização de habilidades nas pessoas. O filósofo Aristóteles incorporou esse conceito em sua teoria da potencialidade e atualidade, um par de princípios intimamente conectados que ele usou para analisar movimento, causalidade, ética e fisiologia em Física, Metafísica, Ética a Nicômaco e Da Alma, que é sobre a psique humana. Aquilo que é potencial pode teoricamente ser tornado atual, realizar-se,  tomando-se a ação correta; por exemplo, uma pedra na beira de um penhasco tem energia potencial que pode ser atualizada por um empurrão, forçando-a  por sobre a beira do penhasco, e uma pessoa cujas aptidões naturais lhes dão o potencial de ser um grande pianista pode atualizar esse potencial diligentemente praticando tocar piano. 

## Em ciências e matemática
O estudo matemático dos potenciais é conhecido como teoria do potencial; é o estudo de funções harmônicas em variedades. Essa formulação matemática surge do fato de que, na física, o potencial escalar é irrotacional e, portanto, tem um Laplaciano desaparecendo - a própria definição de uma função harmônica. 
Na física, um potencial pode se referir ao potencial escalar ou ao potencial vetorial. Em ambos os casos, é um campo definido no espaço, do qual muitas propriedades físicas importantes podem ser derivadas. Exemplos principais são o potencial gravitacional e o potencial elétrico, dos quais o movimento de corpos gravitacionais ou carregados eletricamente pode ser obtido. Forças específicas têm potenciais associados, incluindo o potencial de Coulomb, o potencial de van der Waals, o potencial de Lennard-Jones e o potencial de Yukawa. Na mecânica quântica, o potencial quântico. Na eletroquímica há o potencial de Galvani, potencial de Volta, potencial de eletrodo, potencial padrão de eletrodo. Na termodinâmica, potencial refere-se ao potencial termodinâmico. 
Na biologia, há o potencial elétrico de membrana e o potencial de ação. 

## Em humanos
O potencial humano é a capacidade de os seres humanos melhorarem-se através do estudo, treinamento e prática, para atingir o limite de sua capacidade de desenvolver aptidões e habilidades. "Inerente à noção de potencial humano é a crença de que, ao atingir todo o seu potencial, um indivíduo será capaz de levar uma vida feliz e mais plenificada". O conceito de potencial de desenvolvimento às vezes é descrito em termos de se tornar a melhor versão de si mesmo. As pessoas que se acredita terem um grau de potencial que elas não buscam são frequentemente descritas como tendo falhado em "viver de acordo com seu potencial".